# 茨城県立上郷高等学校
茨城県立上郷高等学校（いばらきけんりつかみごうこうとうがっこう）は、茨城県つくば市上郷に所在した公立の高等学校。

## 概要
元は農業高等学校であるが、後に普通科高等学校に転換した。そのため、広大な農地を有していたが、農業に関する学科の廃止後はグラウンドに生まれ変わった。
11月に開催されていた文化祭の名称は白翔祭であった。上郷高校の名物行事としてクリスマスイルミネーションが存在した。これは校舎や校地の木々に数万個ものLEDを生徒自身が設置するもので、3か月かけて計画・準備する本格的なものであった。

## 設置学科
- 全日制課程普通科
  - I類型（総合型） - 基礎基本を重視し、更に福祉系・情報系に分かれていた[1]。
  - II類型（進学コース） - 更に文系・理系に分かれていた[1]。

## 沿革
- 1927年（昭和2年）4月9日 - 上郷外二カ村学校組合立農業実習学校（実業学校乙種[2]）として開校、入学式を挙行[3]。学校組合の構成村は上郷村・旭村・豊田村だった[3]。修業年限は2年、定員100名[2]、農業科を設置[4]。地元の名望家であった土田右馬太郎が、各小学校に併設されていた農業補習学校を統合することを提案し、開校した[3]。上郷小学校の校舎を借用して授業を開始[3]。
- 1929年（昭和4年） - 養蚕科を新設、上郷農蚕学校に改称[4]。修業年限を3年に延長、定員150名に拡大[2]。
- 1932年（昭和7年） - 上郷小学校東側に独立校舎が完成[4]。
- 1935年（昭和10年）
  - 7月27日 - 茨城県上郷農蚕学校に改称[2]。
  - 12月19日 - 茨城県議会が上郷農蚕学校の県立移管を可決[4]。同じ筑波郡にある谷田部農学校（現・茨城県立つくば工科高等学校）を擁する谷田部町側から「谷田部農学校の方が設備・地理的関係・歴史的関係において優位であり、上郷農蚕学校が先に県立に移管するのはいかがなものか」という反発の声が上がった[4]。
- 1936年（昭和11年）4月1日 - 実業学校甲種に昇格[2]。
- 1938年（昭和13年）3月31日 - 茨城県に移管され、6学級になる[2]。
- 1945年（昭和20年）4月 - 校内に茨城青年師範学校を併設[5]。本来、水戸農学校（現・茨城県立水戸農業高等学校）に併設されていた青年学校専任教師養成機関を青年師範学校に昇格させる予定であったが、土田右馬太郎らの誘致運動により上郷に併設されることになった[5]。
- 1948年（昭和23年）
  - 4月1日 - 茨城県立上郷農蚕高等学校に改称[6]。全日制課程農蚕科を設置、定員は300名[6]。
  - 9月1日 - 併設されていた茨城青年師範学校が移転[6]。
- 1949年（昭和24年）4月1日 - 全日制課程普通科と定時制課程農蚕科を増設[6]。茨城県立上郷高等学校に改称[7]。
- 1951年（昭和26年）4月1日 - 定時制課程に修業年限1年の短期課程（家庭科・農蚕科）を設置[6]。
- 1954年（昭和29年）
  - 7月13日 - 文部省の産業教育研究指定校となる[6]。
  - 8月 - 農業工作室と畑地灌漑施設が完成[6]。
- 1955年（昭和30年）
  - 10月1日 - 文部省・農林省の「農業改良事業との連携指定校」となる[6]。
  - 11月1日 - 短期課程を別科に改称[6]。
  - 11月9日 - 全国農業クラブ第6回研究発表大会で文部大臣賞を受賞[6]。
- 1957年（昭和32年）12月11日 - 図書館と同窓会館が完成[6]。
- 1965年（昭和40年） - 普通科を廃止し、茨城県立上郷農業高等学校に改称[7]。
- 1992年（平成4年） - 普通科高校に転換[1]。茨城県立上郷高等学校に名称を戻す。
- 2009年（平成21年）4月1日 - 茨城県立石下高等学校と統合、同校敷地に茨城県立石下紫峰高等学校が開校。
- 2011年（平成23年）3月31日 - 閉校。

### 県立高校再編による統廃合
「茨城県立高等学校再編整備の後期実施計画」により、上郷高校は2008年（平成20年）4月入学生を最後に募集停止となり、2009年（平成21年）4月に常総市の茨城県立石下高等学校と合併して全日制単位制普通科の新校・茨城県立石下紫峰高等学校へ移行し、2011年（平成23年）3月31日に閉校した。なお、石下紫峰高校は旧石下高校の校舎を使用していたが、上郷高校生として入学した生徒はそのまま卒業まで上郷高校生として旧上郷高校の校舎で学んでいた。
閉校後の2011年（平成23年）4月7日より、東北地方太平洋沖地震（東日本大震災）で校舎・体育館が立ち入り禁止となった常総市立石下西中学校の仮校舎として利用された。

## 制服
男女とも夏服は白ワイシャツかポロシャツ、グレースラックス。冬服は紺ブレザーと白ワイシャツが男女共通、男子は黄紺色のネクタイとグレースラックス、女子は黄紺色のリボンと紺系タータンチェックのスカートであった。

## 部活動
農業高等学校時代には、農業クラブがあり、研究発表や測量技術の技術競技において全国大会で活躍していた。以下に閉校直前まで存在した部活動を示す。
| 運動部 - テニス部 - バスケットボール部 - バドミントン部 - ハンドボール部 - 野球部 | 文化部 - 軽音楽部 - JRC部 - 吹奏楽部 - 読書部 - パソコン部 - 美術部 |